# Instituto de Gestão do Património Arquitetónico e Arqueológico

Logotipo do antigo IGESPAR, I.P.

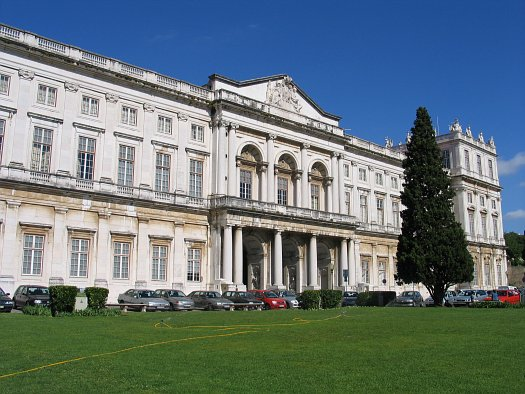
Palácio Nacional da Ajuda, monumento nacional, onde funcionava antigamente o IPPAR, o seu subsequente IGESPAR e a atual DGPC

O Instituto de Gestão do Património Arquitectónico e Arqueológico, I. P., foi um Instituto Público português, abreviadamente designado por IGESPAR, que "tem por missão, a gestão, a salvaguarda, a conservação e a valorização dos bens que, pelo seu interesse histórico, artístico, paisagístico, científico, social e técnico, integrem o património cultural
arquitectónico e arqueológico classificado do País." (Artº21-1)
Em 2011, foi fundido com o Instituto dos Museus e da Conservação, I. P., gerando a Direção-Geral do Património Cultural.

## História
Criado no âmbito da nova lei orgânica do Ministério da Cultura, este Instituto resultou da extinção e fusão dos antigos Instituto Português de Arqueologia e Instituto Português do Património Arquitectónico, (Artº23-3-c))
O IGESPAR foi extinto em 29 de dezembro de 2011, por fusão com o Instituto dos Museus e da Conservação, I. P., gerando um serviço de administração direta do Estado, a Direção-Geral do Património Cultural.

## Missão
O IGESPAR passou a assumir as competências e atribuições dos dois organismos extintos, nomeadamente (Artº21-2)):
1. Propor a classificação e inventariação de bens imóveis de interesse nacional e de interesse público de relevância arquitetónica e arqueológica e, quando for o caso, estabelecer zonas especiais de proteção;
2. Elaborar(...) planos, programas e projetos para a execução de obras e intervenções (...) em imóveis classificados ou em vias de classificação ou situados nas respectivas zonas de proteção(...);
3. Assegurar(...) a gestão e valorização do património cultural arquitetónico e arqueológico (...);
4. Promover a inventariação sistemática e atualizada dos bens que integram o património cultural (...);
5. Pronunciar-se(...) sobre planos, projetos, trabalhos e intervenções (...) a realizar em imóveis classificados ou em vias de classificação e nas respetivas zonas de proteção (...);

## Biblioteca Geral (BG)
A Biblioteca Geral (BG) do IGESPAR, herdeira do espólio das instituições que a antecederam, nomeadamente o IPPC e o IPPAR, foi especializada em património arquitetónico. Estão catalogadas cerca de 7.700 monografias e 300 publicações periódicas, sendo cerca de 3.300 entradas sobre património classificado e 1.000 sobre património em vias de classificação, constituindo este conjunto a base de dados disponível online.

### Informação disponibilizada
- Pesquisa de Património
  - Pesquisa de Património Imóvel (ex-IPPAR)
  - Pesquisa de Património Arqueológico (ex-IPA)
- Pesquisa Georeferênciada
- Itinerários e Inventários Temáticos
- Património Mundial
  - Património Mundial em Portugal
  - Património Mundial de origem portuguesa
- Monumentos

## Biblioteca de Arqueologia (BA)
A Biblioteca de Arqueologia (BA) herdou o espólio do Instituto Português de Arqueologia. Este era, na sua maior parte, oriundo do Instituto Arqueológico Alemão, que o cedeu, em regime de comodato, ao Estado Português, aquando da extinção da sua delegação de Lisboa, em 1999.
O acervo possuía perto de 55.000 registos bibliográficos, divididos por cerca de 1.400 títulos de periódicos (metade dos quais activos e actualizados), 23.000 títulos de analíticos e 30.000 títulos monográficos.